# Johann Kuhnau
Johann Kuhnau (Geising, 6 aprile 1660 – Lipsia, 5 giugno 1722) è stato un musicista e compositore tedesco.

## Biografia
Nato nel 1660, Johann Kuhnau crebbe in una famiglia luterana; suo padre era un falegname. All'età di nove anni venne ammesso alla Kreuzschule di Dresda, dove poté cantare nel Kreuzchor e avere come maestro di musica Vincenzo Albrici. Nel 1680, a seguito della pestilenza che flagellava Dresda, si trasferì a Zittau, dove divenne Cantor. Conosceva il tedesco, il francese, l'italiano, il latino, il greco e l'ebraico. 
Nel 1682 si trasferì a Lipsia, dove, nel 1684, diventò organista della Thomaskirche. Nel 1688 fondò il Collegium Musicum della città. Kuhnau, inoltre, studiò legge e fu avvocato. Nel 1700 venne nominato direttore musicale dell'università e delle due principali chiese cittadine. Nel 1701 divenne Cantor della Thomaskirche e fu predecessore di Johann Sebastian Bach.
A Lipsia, fra i suoi allievi, si ricordano Johann David Heinichen e Johann Christoph Graupner. Morì a Lipsia il 5 giugno 1722. Come Thomaskantor, Kuhnau era anche responsabile della composizione della musica vocale per il servizio di culto domenicale. Molte delle sue opere in questo campo sono andate perse. Tuttavia Kuhnau diede importanti contributi al progresso della cantata, dalla forma "Concerto" del XVII secolo fino ai recitativi, alle arie e ai cori caratterizzanti la cantata del XVIII secolo.

## Opere
Di Kuhnau, uomo molto colto, ci restano traduzioni dall'ebraico, dal latino e dal francese. Inoltre, scrisse diversi trattati su vari argomenti, fra i quali si ricordano:
- Jura circa musicos ecclesiasticos.
- Tractatus de tetrachordo; Introductio ad compositionem.
- Disputatio de triade.
- Der musicalische Quack-Salber.

La musica secolare di Kuhnau è andata interamente perduta, ma di lui sono giunte fino al XXI secolo numerose opere sacre, per la maggior parte cantate, caratterizzate da scrittura vocale con accentuato lirismo, fughe e abbondanza di figure retoriche seicentesche. Il campo dove fu maggiormente degno di menzione, però, sono le composizioni per strumento a tastiera, che ebbero grande influenza nell'ambiente musicale del suo tempo. Kuhnau fu il primo a comporre sonate in diversi movimenti che non fossero semplici insiemi di danze. Le sue raccolte più importanti sono:
- Sette sonate pubblicate nel Neue Clavier-Übung I del 1689.
- Sette sonate pubblicate nel Neue Clavier-Übung II del 1692.
- Frische Clavier-Früchte del 1696.
- Le sei Sonate Bibliche del 1700.

## Discografia parziale
- 1989 - Biblische Historien Nos 1, 2, 3, 6, Anikó Horváth (Hungaroton "White Label").
- 1999 - Sacred Music by Johann Kunhau, The King's Consort, dir. Robert King (Hyperion).
- 2000 - Kuhnau's Neue Clavier-Übung Vol. 1, Gabriele Micheli (Dynamic)
- 2003 - Keyboard Works.  Frische Clavier Früchte, Biblical Sonatas, John Butt (Harmonia Mundi, 2 CD).
- 2012 - Biblische Sonaten, Federico Caldara (Concerto Classics).